# فيروس سندبيس
فيروس سندبيس (بالإنجليزية: Sindbis virus)‏ اختصاراً (SINV) ينتمي الفيروس لجنس فيروس ألفا ضمن الفيروسات الطخائية. هو فيروس مجهري يسبب الإصابة بالحمى المصحوبة بآلام روماتيزم، يُنقل فيروس سندبيس عادة عبر البعوض.
تم اكتشاف هذا الفيروس الذي ينقل عبر البعوض، لأول مرة في قرية سندبيس قرب العاصمة المصرية القاهرة عام 1952 قبل أن يظهر في أوروبا خصوصا بالسويد وفنلندا.
تصيب هذه الفيروسات الأشخاص بأمراض حمى تسمى «أوكيلبو» أو «بوجوستا» والتي تكون مصحوبة في الغالب بالتهابات في المفاصل وتشبه أمراض الروماتيزم.

## هوامش
1. 1 2  International Committee on Taxonomy of Viruses, ed. (30 Jun 2014), ICTV Master Species List 2013 v2 (بالإنجليزية), QID:Q18810383
2. 1 2  International Committee on Taxonomy of Viruses, ed. (12 Jun 2015), ICTV Master Species List 2014 v4 (بالإنجليزية), QID:Q24716610
3. 1 2  ظهور لفيروس سندبيس بألمانيا، الجزيرة.نت نسخة محفوظة 04 ديسمبر 2011 على موقع واي باك مشين.
4. ↑  (بالإنجليزية) CDC - Causative Agent of Pogosta Disease Isolated from Blood and Skin Lesions نسخة محفوظة 5 يوليو 2010 على موقع واي باك مشين.